# Lotte Knabe
Charlotte (Lotte) Helene Frieda Knabe (* 30. Januar 1907 in Metz; † 17. Oktober 1991 in Berlin-Zehlendorf) war eine deutsche Archivarin und Historikerin.

## Leben
Lotte Knabe wuchs in Freyburg (Unstrut) als Tochter von Paul Knabe (verstorben 1937), Teilhaber der Sektkellerei Kloss & Foerster in Freyburg/Unstrut, und der Helene Syffert (geb. 15. Januar 1881) auf und besucht die höhere Mädchenschule in Naumburg (Saale). An der Provinzialprüfungsanstalt Droyßig erhielt sie 1923 den Lyzealabschluss und widmete sich danach zunächst der Betreuung des elterlichen Haushalts. 1929 legte sie an der Deutschen Oberschule 1929 als Externe das Abitur ab und begann anschließend ein Studium der Geschichte, Germanistik, Kunstgeschichte und Latein an der Friedrich-Schiller-Universität Jena, der Philipps-Universität Marburg und der Humboldt-Universität zu Berlin. 1935 wurde Lotte Knabe bei Albert Brackmann zum Dr. phil. promoviert und bestand im folgenden Jahr das Staatsexamen für das höhere Lehramt.
Lotte Knabe schlug nicht die Lehrerlaufbahn ein, sondern besuchte 1936/1937 das Preußische Institut für Archivwissenschaft und geschichtswissenschaftliche Fortbildung in Berlin-Dahlem, um sich zur Archivarin ausbilden zu lassen. Nach dem Ausbildungsende erwarb sie sich praktische Fähigkeiten durch die Ordnung der Stadtarchive Tangermünde, Loburg, Gröningen und Osterwieck.
Am 1. Oktober 1938 erhielt Lotte Knabe eine feste Anstellung bei der neugebildeten Archivberatungsstelle der Provinz Sachsen im Staatsarchiv Magdeburg. Der Tätigkeit als Archivpflegerin widmete sie sich mit aller Hingabe im darauffolgenden Jahrzehnt. Dadurch hat sie persönlich einen großen Anteil an der Sicherung und Bewahrung archivalischer Quellen nichtstaatlicher Provenienz, insbesondere von Guts- und Familienarchiven, in der preußischen Provinz Sachsen und dem späteren Land Sachsen-Anhalt. So ordnete sie beispielsweise 1939 das Gutsarchiv Meineweh.
Wegen der zunehmenden Bombengefahr in Magdeburg wurde die Archivberatungsstelle 1944 zunächst nach Freyburg (Unstrut) verlegt. Später erfolgte eine nochmalige Verlegung nach Naumburg (Saale).
In den ersten Nachkriegswochen hielt sich Knabe in Wernigerode auf und beschäftigte sich mit der weiteren Erschließung des dortigen fürstlichen Archivs. Nach der Entlassung des Archivdirektors Walter Möllenberg übernahm sie zum 1. Februar 1946 die kommissarische Leitung des Staatsarchivs Magdeburg, die sie bis zum 20. April 1948 ausübte. Danach ging sie zurück zur Archivberatungsstelle des Landes Sachsen-Anhalt nach Naumburg. Von dort nahm sie ferner bis zum Frühjahr 1947 im Auftrag des Thüringischen Landesamtes für Volksbildung (später Land Thüringen – Ministerium für Volksbildung) die archivpflegerische Arbeit im Bereich des aufgelösten Regierungsbezirkes Erfurt war, der seit 1945 zum Land Thüringen gehörte. Zum 31. Dezember 1948 schied Lotte Knabe aus dem Dienst aus. Ihr war zunächst die Leitung des Stadtarchivs Erfurt in Aussicht gestellt worden, was sich jedoch zerschlug, sodass sie vom 1. Februar bis Ende Juli 1949 als Hilfsarbeiterin in der Dienststelle Merseburg des Deutschen Zentralarchivs arbeitete. Zum 1. August 1949 wechselte sie an den Hauptsitz dieser Behörde nach Potsdam und von dort am 1. Oktober 1953 an die Akademie der Wissenschaften nach Berlin. Bis zur Versetzung in den Ruhestand am 31. Januar 1967 widmete sie sich der Erschließung und Herausgabe der politischen Schriften von Gottfried Wilhelm Leibniz.

## Werke (Auswahl)
- Die Gelasianische Zweigewaltentheorie bis zum Ende des Investiturstreites, 1935 (Dissertation).
- Die Neuordnung der Bestände des ehem. Reichsarchivs im Deutschen Zentralarchiv in Potsdam. In: Archivmitteilungen, Jg. 1952, Nr. 3, S. 43 f.
- (Bearb.) Gottfried Wilhelm Leibniz. Sämtliche Schriften und Briefe. Hrsg. v. der Akademie der Wissenschaften der DDR. Vierte Reihe: Politische Schriften, Bd. 2: 1677–1687. Bd. 3: 1688–1689. Bearb. in Zusammenarbeit mit Margot Faak. Berlin 1963–1968.
- Hagen, Ludwig Philipp Freiherr vom. In: Neue Deutsche Biographie (NDB). Band 7, Duncker & Humblot, Berlin 1966, ISBN 3-428-00188-5, S. 480 f. (Digitalisat).